# Argos Media Group
Argos Media Group (anteriormente Argos Comunicación) es una empresa mexicana que se especializa en la producción de contenidos para televisión y cine. Es propiedad de Carlos Payán Velver, Epigmenio Ibarra y Verónica Velasco. Ha producido para cine Backyard: El traspatio; Sexo, pudor y lágrimas e Hidalgo, la historia jamás contada y series como Capadocia. Sus propuestas a finales de los años 1990 ayudaron a transformar el género de la telenovela en México en series de televisión, con producciones como Nada personal y Mirada de mujer. 
Fundada por Hernán Vera, Carlos Payán y Epigmenio Ibarra en los años 1990, actualmente está encabezada por Ibarra, quien durante muchos años fue corresponsal de guerra. Cuenta con una escuela especializada, CasAzul, que imparte programas en el ramo de actuación y producción, así como espacios de expresión artística.
Rentó sus instalaciones a ESPN Deportes hasta 2016, en dichos estudios se emitieron programas como Fútbol Picante y SportsCenter.

## Televisión

### Telenovelas

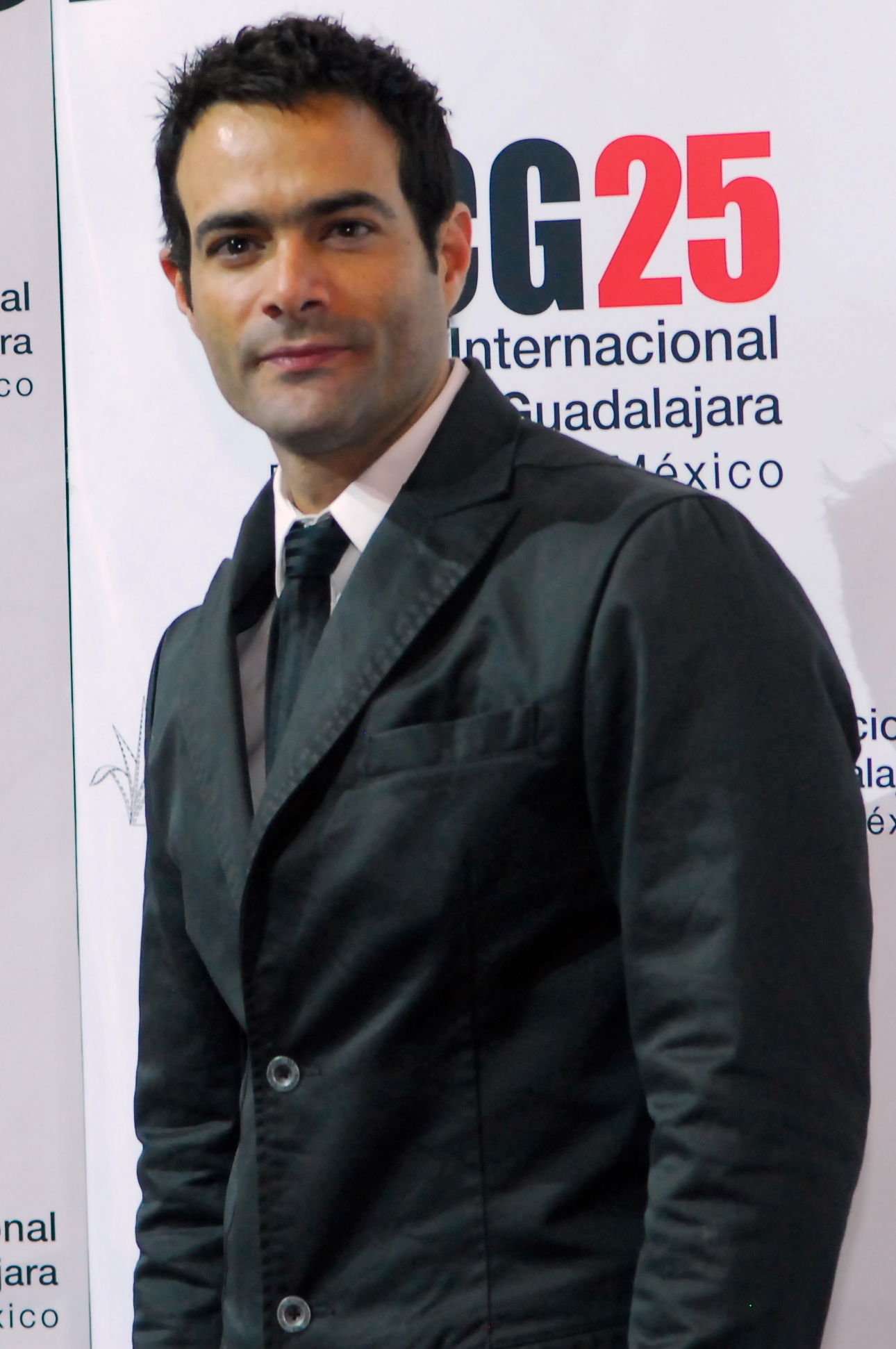
Luis Roberto Guzmán participó en Infames.

| #              | Año  | Telenovela                | Productor ejecutivo                      | Cliente           |
| -------------- | ---- | ------------------------- | ---------------------------------------- | ----------------- |
| Década de 1990 |      |                           |                                          |                   |
| 01             | 1996 | Nada personal             | Maika Bernard                            | TV Azteca         |
| 02             | 1997 | Mirada de mujer           | Marcela Mejía                            | TV Azteca         |
| 03             | 1997 | Demasiado corazón         | Sachiko Uzeta                            | TV Azteca         |
| 04             | 1998 | Tentaciones               | Ana Celia Urquidi                        | TV Azteca         |
| 05             | 1998 | El amor de mi vida        | Mónica Skorlich                          | TV Azteca         |
| 06             | 1999 | La vida en el espejo      | Marcela Mejía                            | TV Azteca         |
| Década de 2000 |      |                           |                                          |                   |
| 07             | 2000 | Todo por amor             | Mónica Skorlich                          | TV Azteca         |
| 08             | 2001 | Cara o cruz               | Carlos Resendi                           | Telemundo         |
| 09             | 2002 | Daniela                   | Patricia Benítez Laucín                  | Telemundo         |
| 10             | 2003 | Ladrón de corazones       | Sachiko Uzeta                            | Telemundo         |
| 11             | 2003 | El alma herida            | Marcela Mejía                            | Telemundo         |
| 12             | 2004 | Gitanas                   | Rafael Urióstegui Iván Aranda            | Telemundo         |
| 13             | 2005 | Los plateados             | Marcela Mejía                            | Telemundo         |
| 14             | 2005 | Corazón partido           | Daniel Camhi                             | Telemundo         |
| 15             | 2006 | Marina                    | Rafael Urióstegui Mary Kathryn Kennedy   | Telemundo         |
| 16             | 2007 | Mientras haya vida        | Marcela Mejía                            | TV Azteca         |
| 17             | 2008 | Vivir sin ti              | Daniel Camhi                             | TV Azteca         |
| 18             | 2008 | Deseo prohibido           | Iván Aranda                              | TV Azteca         |
| Década de 2010 |      |                           |                                          |                   |
| 19             | 2010 | Las Aparicio              | Daniel Camhi                             | Cadenatres        |
| 20             | 2011 | El sexo débil             | Daniel Camhi                             | Cadenatres        |
| 21             | 2011 | Bienvenida realidad       | Gabriela Valentán                        | Cadenatres        |
| 22             | 2011 | El octavo mandamiento     | Carlos Resendi                           | Cadenatres        |
| 23             | 2012 | Infames                   | Daniel Camhi                             | Cadenatres        |
| 24             | 2012 | Rosa diamante             | Marcela Mejía                            | Telemundo         |
| 25             | 2012 | Último año                | Carlos Resendi                           | MTV Latinoamérica |
| 26             | 2013 | La patrona                | Gabriela Valentán                        | Telemundo         |
| 27             | 2013 | El señor de los cielos    | Marcela Mejía                            | Telemundo         |
| 28             | 2013 | Fortuna                   | Carlos Resendi                           | Cadenatres        |
| 29             | 2013 | Niñas mal                 | Diego Bonaparte                          | MTV Latinoamérica |
| 30             | 2013 | Las trampas del deseo     | Rocío Barajas                            | Cadenatres        |
| 31             | 2014 | La impostora              | Daniel Camhi                             | Telemundo         |
| 32             | 2014 | Camelia la Texana         | Diego Ramón Bravo                        | Telemundo         |
| 33             | 2014 | El señor de los cielos 2  | Marcela Mejía                            | Telemundo         |
| 34             | 2014 | Señora Acero              | Ana Graciela Ugalde                      | Telemundo         |
| 35             | 2014 | Los miserables            | Araceli Sánchez Mariscal                 | Telemundo         |
| 36             | 2015 | El señor de los cielos 3  | Marcela Mejía                            | Telemundo         |
| 37             | 2015 | Señora Acero 2            | Ana Graciela Ugalde                      | Telemundo         |
| 38             | 2015 | Vuelve temprano           | Carlos Resendi                           | Imagen Televisión |
| 39             | 2016 | El señor de los cielos 4  | Marcela Mejia                            | Telemundo         |
| 40             | 2016 | Señora Acero 3, La Coyote | Mónica Francesca Vizzi                   | Telemundo         |
| 41             | 2016 | La doña                   | Gabriela Valentán                        | Telemundo         |
| 42             | 2016 | El Chema                  | Patricia Benítez Laucín Mauricio Ochmann | Telemundo         |
| 43             | 2017 | El señor de los cielos 5  | Mónica Francesca Vizzi                   | Telemundo         |
| 44             | 2017 | Señora Acero 4, La Coyote | Ana Graciela Ugalde                      | Telemundo         |
| 45             | 2018 | Enemigo íntimo            | Mónica Francesca Vizzi                   | Telemundo         |
| 46             | 2018 | El señor de los cielos 6  | Mónica Francesca Vizzi                   | Telemundo         |
| 47             | 2018 | Falsa identidad           | Iván Aranda                              | Telemundo         |
| 48             | 2018 | Señora Acero 5            | Araceli Sánchez Mariscal Marcel Ferrer   | Telemundo         |
| 49             | 2019 | Preso No.1                | Marcel Ferrer                            | Telemundo         |
| 50             | 2019 | El señor de los cielos 7  | Mónica Francesca Vizzi                   | Telemundo         |
| Década de 2020 |      |                           |                                          |                   |
| 51             | 2021 | Buscando a Frida          | Mónica Francesca Vizzi                   | Telemundo         |

### Series
| #              | Año       | Serie                    | Producción Ejecutiva                                                      | Cliente           |
| -------------- | --------- | ------------------------ | ------------------------------------------------------------------------- | ----------------- |
| Década de 2000 |           |                          |                                                                           |                   |
| 01             | 2002      | La virgen de Guadalupe   | Carlos Resendi                                                            | Telemundo         |
| 02             | 2004      | Zapata, amor en rebeldía | Sachiko Uzeta                                                             | Telemundo         |
| 03             | 2008      | Capadocia                | Andrés Tagliavini                                                         | HBO Latinoamérica |
| Década de 2010 |           |                          |                                                                           |                   |
| 04             | 2010      | Capadocia 2              | Marcela Mejía                                                             | HBO Latinoamérica |
| 05             | 2012      | Capadocia 3              | Marcela Mejía                                                             | HBO Latinoamérica |
| 06             | 2014      | Dos Lunas                | Marcela Mejía                                                             | Cadenatres        |
| 07             | 2017      | Ingobernable             | Ana Graciela Ugalde Rocío Barajas                                         | Netflix           |
| 08             | 2019      | Yankee                   | Patricia Benítez Laucin                                                   | Netflix           |
| 09             | 2019      | El club                  | Ana Graciela Ugalde                                                       | Netflix           |
| Década de 2020 |           |                          |                                                                           |                   |
| 10             | 2020-2022 | Oscuro deseo             | Patricia Benítez Laucin                                                   | Netflix           |
| 11             | 2022      | Donde hubo fuego         | Epigmenio Ibarra - Marcela Mejía - José Ignacio Valenzuela - Mónica Vizzi | Netflix           |